# Antonio Serrano Pareja
Antonio Serrano Pareja (1902-1982) fue un periodista, filatelista y escritor filatélico español.
Antonio Serrano nació en Madrid, fue funcionario de Hacienda y crítico cinematográfico de las principales publicaciones especializadas después de la guerra civil española. Fue también corresponsal en España de diversas revistas cinematográficas latinoamericanas. En 1959 fundó la revista Noche y Día que tuvo una vida de cuatro años. Llevó la sección filatélica de la revista Diez Minutos. Escribió la letra de dos chotis que dedicó a la filatelia, El Filatelista y Marcha Filatélica, los cuales, musicados por José Luis Rico fueron grabados en disco en 1977.

## Obras
- Los sellos conmemorativos de España, 1969-1970
- Los sellos conmemorativos de España, 1971-1972
- Los sellos conmemorativos de España, 1973-1974
- El arte de coleccionar sellos, (1973)
- Las cajas de ahorros en sellos,(1974)
- Las hojitas recuerdo y su temática filatélica, (1976)
- Medio Siglo de Mercado Filatélico de la Plaza Mayor de Madrid, (1977)
- Madrid, Plaza Mayor del Sello, (1978)
- Coleccionismo de Sellos, (1979)

- Datos: Q8201716